# Ranagri

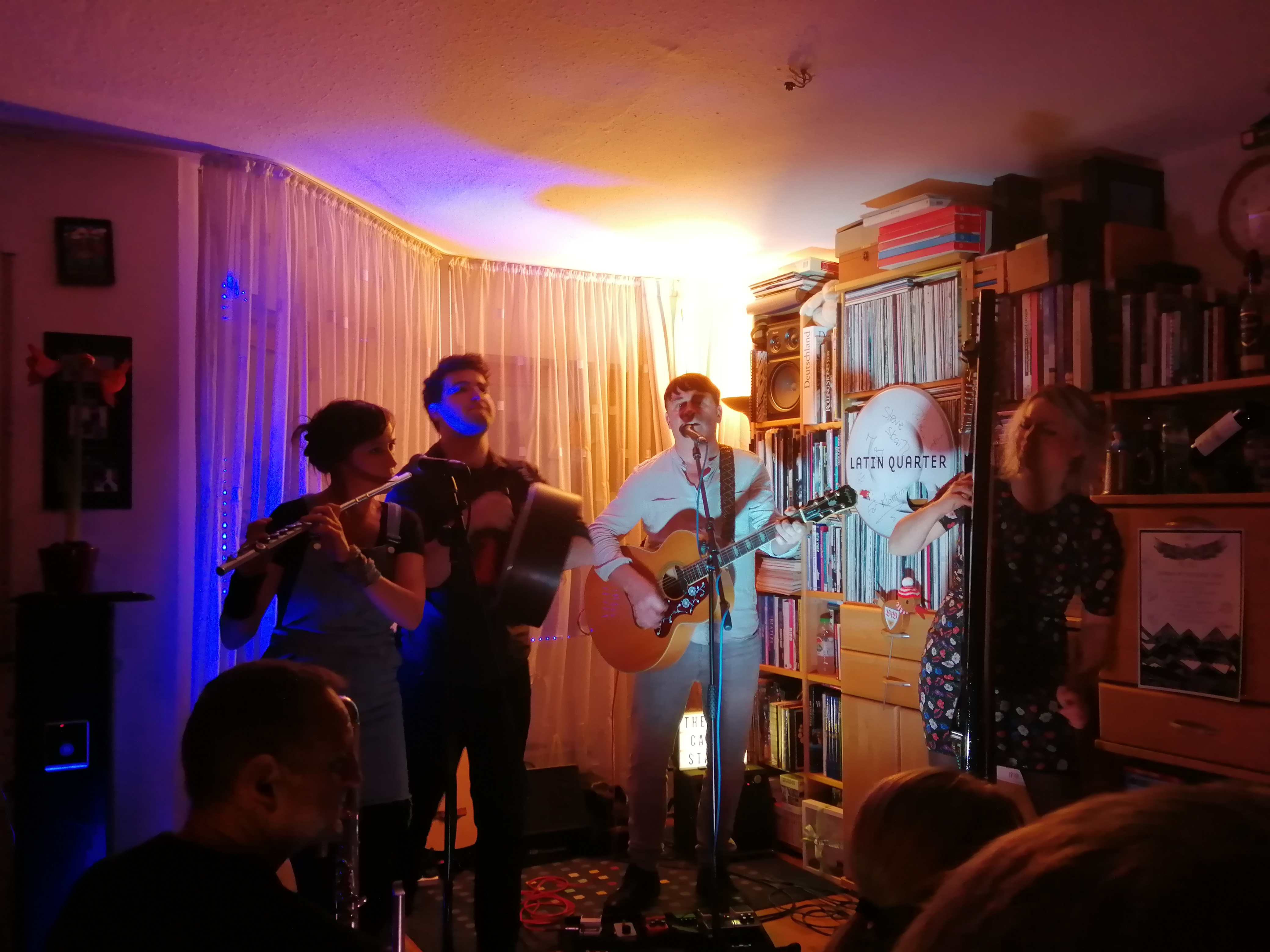

Ranagri (sprich: Ra-na-grai) ist eine irisch-englische Band aus London. Der Bandname stammt vom irischen Dorf Rathnagrew, in dem Sänger und Songwriter Dónal Rogers aufwuchs. Ihre Musik vereint traditionelle und zeitgenössische Folk- und World-Musik mit jazzigen und progressiven Anteilen.

## Bandgeschichte
Die Band wurde 2013 von Dónal Rogers (Gitarre, Gesang) und den befreundeten Musikern Eliza Marshall (Flöten, Whistles), Jean Kelly (Harfe) und Tad Sargent (Bodhran, Bouzouki) gegründet.
2014 veröffentlichte die Band beim deutschen Plattenlabel Stockfisch Records ihr Debüt-Album Fort of the Hare, das ausschließlich selbst geschriebene Songs enthält.
Der Sänger Tony Christie veröffentlichte 2015 mit Ranagri das Album Great Irish Songbook. Es enthält Klassiker des irisch/schottischen Folk wie Star of the County Down, Carrickfergus oder She Moved Through the Fair.
2016 verließ Percussionist Tad Sargent die Band. Seinen Platz nahm der Engländer Joe Danks ein. Danks stammt aus Nottingham und spielt Schlagzeug, die klassische Tenor-Gitarre und das Bodhràn.
Im gleichen Jahr folgte mit Voices (Goatskin Records) das nächste Album, auf dem ein Teil der Songs des Debütalbums neu veröffentlicht wurde.
Die Harfinistin Jean Kelly verließ die Gruppe 2017. Eleanor „Ellie“ Turner wurde ihre Nachfolgerin.
Der Vertrag mit Stockfisch Records wurde 2018 verlängert, und im Herbst des Jahres erschien das Album Playing for Luck, mit dem Ranagri dann im Jahr 2019 in Europa, unter anderem in Großbritannien, Irland, Deutschland und den Niederlanden auf Tour gingen. Wie auf den Vorgänger-Alben wurde auch hier der Großteil der Songs von Dónal Rogers geschrieben.
Während der COVID 19-Pandemie gab es weitere Wechsel in der Besetzung. Auf Eleanor Turner an der Harfe folgte Eleanor Dunsdon, für Joe Danks kam Jordan Murray als Percussionist. In dieser Besetzung nahm die Band das Album „Tradition II“ auf, das 2022 veröffentlicht wurde und wie sein Vorgänger aus dem Jahr 2015 überarbeitete Klassiker der britischen und irischen Folk-Musik enthielt. 2022 und 2023 tourte die Band unter anderem durch Großbritannien, Frankreich und Deutschland.

## Diskografie
Singles
- 2013: The Bogeyman (EP)
- 2015: When Music Speaks

Alben
- 2014: Fort of the Hare (Stockfisch Records)
- 2014: Tradition (Goatskin Records)
- 2015: The Great Irish Songbook (Tony Christie & Ranagri) (Stockfisch Records)
- 2016: Voices (Goatskin Records)
- 2018: Playing for Luck (Stockfisch Records)
- 2022: Tradition II (Goatskin Records)